# Gonnetot
Gonnetot ist eine französische Gemeinde mit 170 Einwohnern (Stand 1. Januar 2022) im Département Seine-Maritime in der Region Normandie (vor 2016 Haute-Normandie). Sie gehört zum Arrondissement Dieppe und zum Kanton Luneray (bis 2015 Bacqueville-en-Caux). Die Einwohner werden Gonnetotois genannt.

## Geographie
Gonnetot liegt etwa 24 Kilometer südwestlich von Dieppe im Pays de Caux. Umgeben wird Gonnetot von den Nachbargemeinden Sassetot-le-Malgardé im Norden, Saâne-Saint-Just im Osten, Saint-Laurent-en-Caux im Süden sowie Bretteville-Saint-Laurent im Westen.

## Bevölkerungsentwicklung
| Jahr                      | 1962 | 1968 | 1975 | 1982 | 1990 | 1999 | 2006 | 2013 |
| Einwohner                 | 162  | 151  | 128  | 147  | 130  | 143  | 138  | 181  |
| Quelle: Cassini und INSEE |      |      |      |      |      |      |      |      |

## Sehenswürdigkeiten
- Kirche Saint-Pierre